# Quasipaa delacouri
Quasipaa delacouri е вид жаба от семейство Dicroglossidae.

## Разпространение
Този вид е разпространен във Виетнам.